# Manor Motorsport
Manor Motorsport je motoristický závodní tým z Velké Británie, který byl založen v roce 1990.

## Historie
V roce 1990 založil Manor Motorsport bývalý jezdec John Booth, aby se primárně účastnil britské Formule Renault. Zde získal i nejvíce úspěchů, když za Manor závodili pozdější šampióni Formule 1 Kimi Räikkönen a Lewis Hamilton nebo další jezdci F1 jako Antonio Pizzonia. V roce 1999 vstoupil tým i do britské Formule 3, kde získal dva tituly s jezdci Marcem Hynesem a Pizzoniou.
V roce 2007 se změnila vlastnická struktura. Manažer týmu ve Formuli Renault UK Tony Shaw odkoupil tuto čás týmu od Bootha a pod názvem Manor Competition provozoval svůj vlastní tým. Boothovi zůstala práva na jméno Manor Motorsport a pokračoval ve Formuli 3 Euro Series až do roku 2009.
V letech 2010 až 2016 se Manor Motorsport (pod několika názvy) účastnil šampionátu Formule 1. Tým F1 byl pojmenován jako Manor Grand Prix, ale ze sponzorských důvodů bylo jméno změněno na Virgin Racing, později koupila většinu týmu ruská automobilka Marussia, podle které se tým přejmenoval na Marussia F1. V roce 2014 Marussia F1 zkrachovala, tým poté zachránil investor Stephen Fitzpatrick, v sezóně Formule 1 2015 tak jezdil pod jménem Manor Marussia. V posledním roce 2016 pak soutěžil pod názvem Manor Racing MRT a kvůli nedostatku financí se již sezóny 2017 nezúčastnil.
Mezi roky 2010 a 2014 měl Manor také svůj tým v GP3 Series, který od roku 2011 nesl jméno Marussia Manor Racing.
5. února 2016 oznámil Manor Motorsport svůj vstup do seriálu vytrvalostních závodů FIA World Endurance Championship.
Jezdecké tituly:
| Rok  | Série                                 | Jezdec    |
| ---- | ------------------------------------- | --------- |
| 2006 | Formula Renault 2.0 UK Winter Series  | Mailleux  |
| 2005 | Macau F3 Grand Prix                   | di Grassi |
| 2005 | Formula Renault 2.0 UK                | Jarvis    |
| 2004 | Bahrain Super Prix                    | Hamilton  |
| 2003 | Formula Renault 2.0 UK                | Hamilton  |
| 2000 | Britská F3                            | Pizzonia  |
| 2000 | Formula Renault 2.0 UK                | Räikkönen |
| 1999 | Britská F3                            | Hynes     |
| 1999 | Formule 3 Masters                     | Hynes     |
| 1999 | Formula Renault 2000 UK               | Pizzonia  |
| 1999 | Formula Renault 2000 UK Winter Series | Räikkönen |

Týmové tituly tým nemá.

## World Endurance Championship
V sezóně 2016 se Manor účastnil závodů ve třídě LMP2 se dvěma vozy postavenými na šasi Oreca 05 a s motory Nissan. Stroj s číslem 44 řídili Tor Graves, James Jakes a Will Stevens, číslo 45 Richard Bradley, Roberto Merhi a Matt Rao.

## Formule 1
Hlavní články - Virgin a Marussia
| Virgin   |                        |        |                               |   |             |                                            |   |     |
| 2010     | Virgin Racing          | VR-01  | Cosworth CA2010 2.4 V8        | B | 24. 25.     | Timo Glock Lucas di Grassi                 | 0 | 12. |
| 2011     | Marussia Virgin Racing | MVR-02 | Cosworth CA2011 2.4 V8        | P | 24. 25.     | Timo Glock Jérôme d'Ambrosio               | 0 | 12. |
| Marussia |                        |        |                               |   |             |                                            |   |     |
| 2012     | Marussia F1 Team       | MR01   | Cosworth CA2012 2.4 V8        | P | 24. 25.     | Timo Glock Charles Pic                     | 0 | 11. |
| 2013     | Marussia F1 Team       | MR02   | Cosworth CA2013 2.4 V8        | P | 22. 23.     | Jules Bianchi Max Chilton                  | 0 | 10. |
| 2014     | Marussia F1 Team       | MR03   | Ferrari 059/3 1.6 V6t         | P | 4. 17.      | Max Chilton Jules Bianchi                  | 2 | 9.  |
| Manor    |                        |        |                               |   |             |                                            |   |     |
| 2015     | Manor Marussia F1 Team | MR03B  | Ferrari 059/3 1.6 V6 t        | P | 28. 98. 53. | Will Stevens Roberto Merhi Alexander Rossi | 0 | 10. |
| 2016     | Manor Racing           | MRT05  | Mercedes-Benz PU106C 1.6 V6 t | P | 88. 94. 31. | Rio Haryanto Pascal Wehrlein Esteban Ocon  | 0 | 0.  |

### Kompletní výsledky ve Formuli 1
(tučně vyznačené výsledky znamenají zisk pole position, kurzívou vyznačené výsledky znamenají zisk nejrychlejšího kola závodu)
| Rok  | Vůz   | Motor                           | Pneumatiky      | Číslo vozu. | Jezdci          | 1   | 2   | 3   | 4   | 5   | 6   | 7   | 8   | 9   | 10  | 11  | 12  | 13  | 14  | 15  | 16  | 17  | 18  | 19  | 20  | 21  | Points | WCC  |
| ---- | ----- | ------------------------------- | --------------- | ----------- | --------------- | --- | --- | --- | --- | --- | --- | --- | --- | --- | --- | --- | --- | --- | --- | --- | --- | --- | --- | --- | --- | --- | ------ | ---- |
| 2015 | MR03B | Ferrari 059/3 1.6 V6 t          | P               |             |                 | AUS | MAL | CHN | BHR | ESP | MON | CAN | AUT | GBR | HUN | BEL | ITA | SIN | JPN | RUS | USA | MEX | BRA | ABU |     |     | 0      | 10.  |
| 2015 | MR03B | Ferrari 059/3 1.6 V6 t          | P               | 28          | Will Stevens    | DNP | DNS | 15  | 16  | 17  | 17  | 17  | Ret | 13  | 16† | 16  | 15  | 15  | 19  | 14  | Ret | 16  | 17  | 18  |     |     | 0      | 10.  |
| 2015 | MR03B | Ferrari 059/3 1.6 V6 t          | P               | 98          | Roberto Merhi   | DNP | 15  | 16  | 17  | 18  | 16  | Ret | 14  | 12  | 15  | 15  | 16  |     |     | 13  |     |     |     | 19  |     |     | 0      | 10.  |
| 2015 | MR03B | Ferrari 059/3 1.6 V6 t          | P               | 53          | Alexander Rossi |     |     |     |     |     |     |     |     |     |     |     |     | 14  | 18  |     | 12  | 15  | 18  |     |     |     | 0      | 10.  |
| 2016 | MRT05 | Mercedes PU106C Hybrid 1.6 V6 t | Šablona:Pirelli |             |                 | AUS | BHR | CHN | RUS | ESP | MON | CAN | EUR | AUT | GBR | HUN | GER | BEL | ITA | SIN | MAL | JPN | USA | MEX | BRA | ABU | 1      | 11th |
| 2016 | MRT05 | Mercedes PU106C Hybrid 1.6 V6 t | Šablona:Pirelli | 88          | Rio Haryanto    | Ret | 17  | 21  | Ret | 17  | 15  | 19  | 18  | 16  | Ret | 21  | 20  |     |     |     |     |     |     |     |     |     | 1      | 11th |
| 2016 | MRT05 | Mercedes PU106C Hybrid 1.6 V6 t | Šablona:Pirelli | 31          | Esteban Ocon    |     |     |     |     |     |     |     |     |     |     |     |     | 16  | 18  | 18  | 16  | 21  | 18  | 21  | 12  | 13  | 1      | 11th |
| 2016 | MRT05 | Mercedes PU106C Hybrid 1.6 V6 t | Šablona:Pirelli | 64          | Pascal Wehrlein | 16  | 13  | 18  | 18  | 16  | 14  | 17  | Ret | 10  | Ret | 19  | 17  | Ret | Ret | 16  | 15  | 22  | 17  | Ret | 15  | 14  | 1      | 11th |

## F3 Euroseries
| F3 Euroseries výsledky | F3 Euroseries výsledky    | F3 Euroseries výsledky | F3 Euroseries výsledky | F3 Euroseries výsledky | F3 Euroseries výsledky | F3 Euroseries výsledky | F3 Euroseries výsledky | F3 Euroseries výsledky | F3 Euroseries výsledky |
| Rok                    | Vůz                       | Jezdci                 | Závody                 | Výhry                  | Pole position          | Nej. kola              | Body                   | Celk. pořadí jezdce    | Celk. pořadí týmu      |
| ---------------------- | ------------------------- | ---------------------- | ---------------------- | ---------------------- | ---------------------- | ---------------------- | ---------------------- | ---------------------- | ---------------------- |
| 2004                   | Dallara F304-Mercedes HWA | Charles Zwolsman       | 20                     | 0                      | 0                      | 0                      | 9                      | 16.                    | 5.                     |
| 2004                   | Dallara F304-Mercedes HWA | Lewis Hamilton         | 20                     | 1                      | 1                      | 0                      | 68                     | 5.                     | 5.                     |
| 2005                   | Dallara F305-Mercedes-HWA | Lucas di Grassi        | 20                     | 1                      | 1                      | 0                      | 68                     | 3.                     | 4.                     |
| 2005                   | Dallara F305-Mercedes-HWA | Paul di Resta          | 20                     | 0                      | 0                      | 0                      | 32                     | 10.                    | 4.                     |
| 2006                   | Dallara F305-Mercedes     | Kóhei Hirate           | 20                     | 1                      | 0                      | 0                      | 61                     | 3.                     | 2.                     |
| 2006                   | Dallara F305-Mercedes     | Esteban Guerrieri      | 20                     | 2                      | 2                      | 0                      | 58                     | 4.                     | 2.                     |
| 2006                   | Dallara F305-Mercedes     | Kazuki Nakadžima       | 20                     | 1                      | 0                      | 0                      | 36                     | 7.                     | 2.                     |
| 2007                   | Dallara F305-Mercedes     | Franck Mailleux        | 20                     | 1                      | 0                      |                        | 38                     | 7.                     | 2.                     |
| 2007                   | Dallara F305-Mercedes     | James Jakes            | 20                     | 1                      | 0                      |                        | 42                     | 5.                     | 2.                     |
| 2007                   | Dallara F305-Mercedes     | Cyndie Allemann        | 20                     | 0                      | 0                      | 0                      | 0                      | N/A                    | 2.                     |
| 2007                   | Dallara F305-Mercedes     | Yelmer Buurman         | 20                     | 0                      | 0                      |                        | 40                     | 6.                     | 2.                     |
| 2008                   | Dallara F308-Mercedes     | Kódai Cukakoši         | 20                     | 0                      | 0                      | 0                      | 36                     | 7.                     | 5.                     |
| 2008                   | Dallara F308-Mercedes     | Sam Bird               | 20                     | 0                      | 0                      | 0                      | 23                     | 11.                    | 5.                     |
| 2008                   | Dallara F308-Mercedes     | Niall Breen            | 16                     | 0                      | 0                      | 0                      | 8                      | 16.                    | 5.                     |
| 2008                   | Dallara F308-Mercedes     | Kazuja Óšima           | 20                     | 1                      | 0                      | 0                      | 7                      | 19.                    | 5.                     |
| 2009                   | Dallara F305-Mercedes     | César Ramos            | 16                     | 0                      | 0                      | 0                      | 0                      | N/A                    | 4.                     |
| 2009                   | Dallara F305-Mercedes     | Pedro Enrigue          | 20                     | 0                      | 0                      | 0                      | 0                      | N/A                    | 4.                     |
| 2009                   | Dallara F305-Mercedes     | Roberto Merhi          | 20                     | 0                      | 0                      | 0                      | 42                     | 7.                     | 4.                     |

## GP3 Series
| Rok  | Vůz             | Jezdci              | Závody | Výhry | Pole position | Nej.kola | Body | Celk. pořadí jezdce | Celk. pořadí týmu |
| ---- | --------------- | ------------------- | ------ | ----- | ------------- | -------- | ---- | ------------------- | ----------------- |
| 2010 | Dallara-Renault | James Jakes         | 12     | 0     | 0             | 0        | 21   | 8.                  | 4.                |
| 2010 | Dallara-Renault | Adrien Tambay       | 4      | 1     | 0             | 0        | 6    | 20.                 | 4.                |
| 2010 | Dallara-Renault | Rio Haryanto        | 16     | 1     | 0             | 0        | 27   | 5.                  | 4.                |
| 2010 | Dallara-Renault | Adrian Quaife-Hobbs | 16     | 0     | 0             | 0        | 10   | 15.                 | 4.                |
| 2011 | Dallara-Renault | Adrian Quaife-Hobbs | 16     | 1     | 2             | 2        | 36   | 5.                  | 3.                |
| 2011 | Dallara-Renault | Rio Haryanto        | 16     | 2     | 0             | 1        | 31   | 7.                  | 3.                |
| 2011 | Dallara-Renault | Matias Laine        | 16     | 0     | 0             | 0        | 0    | 31.                 | 3.                |
| 2012 | Dallara-Renault | Tio Ellinas         | 16     | 1     | 0             | 3        | 97   | 8.                  | 5.                |
| 2012 | Dallara-Renault | Fabiano Machado     | 16     | 0     | 0             | 0        | 0    | 21.                 | 5.                |
| 2012 | Dallara-Renault | Dmitrij Suranovič   | 16     | 0     | 0             | 0        | 0    | 23.                 | 5.                |
| 2013 | Dallara-Renault | Tio Ellinas         | 16     | 2     | 1             | 1        | 116  | 4.                  | 5.                |
| 2013 | Dallara-Renault | Ryan Cullen         | 16     | 0     | 0             | 0        | 0    | 29.                 | 5.                |
| 2013 | Dallara-Renault | Dino Zamparelli     | 16     | 0     | 0             | 0        | 13   | 18.                 | 5.                |
| 2014 | Dallara-Renault | Patrick Kujala * 1  | 18     | 0     | 0             | 0        | 22   | 14.                 | 6.                |
| 2014 | Dallara-Renault | Ryan Cullen *2      | 16     | 0     | 0             | 0        | 0    | 25.                 | 6.                |
| 2014 | Dallara-Renault | Dean Stoneman *3    | 18     | 5     | 1             | 2        | 163  | 2.                  | 6.                |

* 1 Kujala jel poslední 2 závodní víkendy za tým Trident Racing . Za Manor nasbíral 22 bodů. 

* 2 Cullen jel poslední závodní víkend za tým Trident Racing. Za Manor nezískal žádné body.

* 3 Stoneman jel poslední 2 závodní víkendy za tým Koiranen GP. Za Manor získal 95 bodů.

## Ostatní šampionáty
Tým Manor Motorsport se účastnil také těchto šammpionátů:
- Eurocup Formule Renault 2.0
- Britská Formule Renault
- Britská Formule Renault Zimní série
- Britská Formule 3
- Auto GP